# بخش بیدر
بخش بیدر (به انگلیسی: Bidar district) یک بخش در هند است که در Gulbarga Division واقع شده‌است. بخش بیدر ۵٬۴۴۸ کیلومتر مربع مساحت و ۱٬۷۰۳٬۳۰۰ نفر جمعیت دارد و ۶۱۵ متر بالاتر از سطح دریا واقع شده‌است.